# Mollweides projektion
Mollweides projektion är en kartprojektion, en typ av ytriktig oäkta cylinderprojektion där meridianerna har elliptisk form. Projektionen härstammar från arbeten om ytriktiga kartprojektioner av Karl Brandan Mollweide (1774-1825), en tysk astronom, matematiker och professor i Leipzig 1811.
Projektionen är:
{\displaystyle x={\frac {2{\sqrt {2}}}{\pi }}\lambda \cos \left(\theta \right)}
{\displaystyle y={\sqrt {2}}\sin \left(\theta \right)}
där {\displaystyle \theta \,} är en hjälpvinkel som är definierad av:
{\displaystyle 2\theta +\sin(2\theta )=\pi \sin(\phi )\qquad (1)}
och {\displaystyle \,\lambda } är longituden från centrummeridianen, och {\displaystyle \,\phi } är latituden.
Ekvation (1) kan lösas iterativt (men långsamt vid polerna) med Newton–Raphson iteration:
{\displaystyle \delta \theta '={\frac {-(\theta '+\sin(\theta ')-\pi \sin(\phi ))}{1+\cos(\theta ')}}.}
Vid första iterationen kan {\displaystyle \,\phi } användas som startvärde på {\displaystyle \,\theta '}
Slutligt värde på {\displaystyle \,\theta } beräknas sedan med ekvationen:
{\displaystyle \theta ={\frac {\theta '}{2}}.}